# 朱祖祥 (土壤学家)
朱祖祥（1916年10月5日—1996年11月18日），男，浙江慈溪人，中国土壤学家、农学教育家，中国土壤化学的奠基人，中国科学院院士。

## 生平
1916年，生于浙江省宁波市慈溪（现属余姚）。
1938年，毕业于国立浙江大学农学院，获学士学位。1946年，获美国密执安州立大学硕士学位。1948年，获美国密执安州立大学博士学位。
1938年至1945年，在浙江大学农学院任教。1948年起先后任浙江大学农学院、浙江农学院、浙江农业大学教授。1980年至1983年，任浙江农业大学（现浙江大学华家池校区）校长。

## 荣誉
1980年，当选为中国科学院院士。